# Leptonychia multiflora
Leptonychia multiflora är en malvaväxtart som beskrevs av Karl Moritz Schumann. Leptonychia multiflora ingår i släktet Leptonychia och familjen malvaväxter. Inga underarter finns listade i Catalogue of Life.